# 可可樹
可可（学名：Theobroma cacao）是热带常绿植物，原产于南美，现在广泛在非洲、东南亚和拉丁美洲种植。用种子、枝条或树苗栽培。可可树最高可达15米，叶片宽阔，花直接簇生于枝干上，白色，花萼为粉色，直径约1厘米。果实成熟期为4到6个月，每年成熟两次，主要收获期为10月到12月。果实为荚状，长15至30厘米，外为绿色，内有20至100粒种子。收获后需发酵数日，使其内部变为红棕色，并产生浓郁的香味，然后剔开果肉，取出可可豆。每棵树一年只可以收获1-2公斤乾可可豆。

## 歷史
约在3000年前，玛雅人就开始培植可可树，称其为cacau，並将可可豆烘干碾碎，加水和辣椒，混合成一种苦味的饮料。这种饮料中的可可碱和微量咖啡因可产生兴奋作用。该饮料后来流传到南美洲和墨西哥的阿兹特克帝国，阿兹特克人称之为xocoatl，意思为“苦水”，他们为皇室专门制作热的饮料，叫Chocolatl，意思是“热饮”，是“巧克力”这个词的来源。
16世纪时，哥伦布和西班牙人都发现并描述了这种植物和饮料，但他们对其不感兴趣。1544年一个来自多米尼加的玛雅贵族代表团拜访了西班牙的腓力王子，玛雅贵族随身携带自己喝的可可饮料，是加了香草等香料的起泡沫的饮料，引起西班牙人的兴趣，西班牙也开始喝这种饮料，并加入糖和其他配料。
1585年第一艘从墨西哥运载可可豆的船到达西班牙，意味着在欧洲已经出现了对可可的消费需要。飲用可可的习惯后来逐渐从西班牙向欧洲其他国家流行。1657年，一位法国人在伦敦开了第一家出售巧克力的商店，但店的名称叫“咖啡烟草商店”，到1674年才发明了制造固体巧克力的方法。
18世纪后，巧克力的价格始降，巧克力漸漸普及。1753年，生物学家林奈正式为可可树命名，因不喜欢“可可”这个词，把它命名为，是希腊语，意即“神的食物”。

## 特徵
可可树原只能生长在南纬20度到北纬20度之间，亦即赤道附近。栽培可可树需要年平均温度18-28℃之间，需要高湿度，年降水量不少于1000毫米，海拔在30-300米之间。可可树喜富钾盐的厚层重壤土或轻粘土，特别是火山土以及花岗岩、闪长岩、页岩和片麻岩的破坏产物上形成的土壤。近年全球暖化及人工馴種技術發達，北緯20度以北如廣東、福建均有種植。臺灣於1901～1910年間開始試驗性植栽，1922年自印尼爪哇輸入種子於屏東長治及南州試種，目前三年就能結果。
可可树发育缓慢，十分娇嫩，种植5至7年后方可生产可可豆，25年后可达最高产量，之后逐渐退化。对可可树的最严重危害来自粉蚧所引起的枝条瘤肿病和真菌导致的角果黑腐病。

## 成份
可可豆中50%至60%的成分是可可脂，可可碱和咖啡因。经发酵、晒干、研磨可提炼可可浆，用以制造可可粉，是制造巧克力的主要原料。

## 圖片

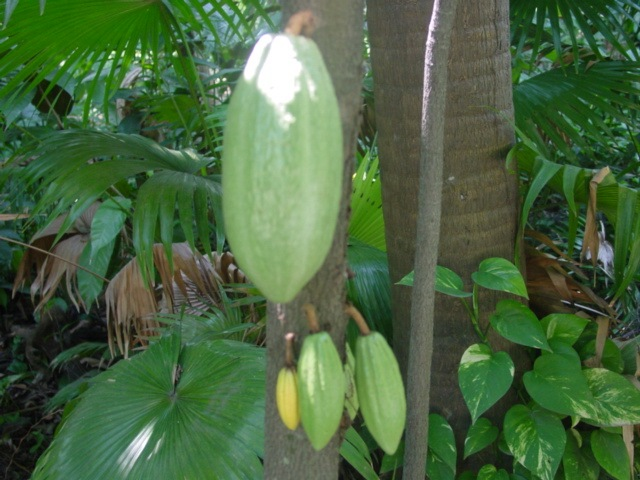
可可的綠色果實
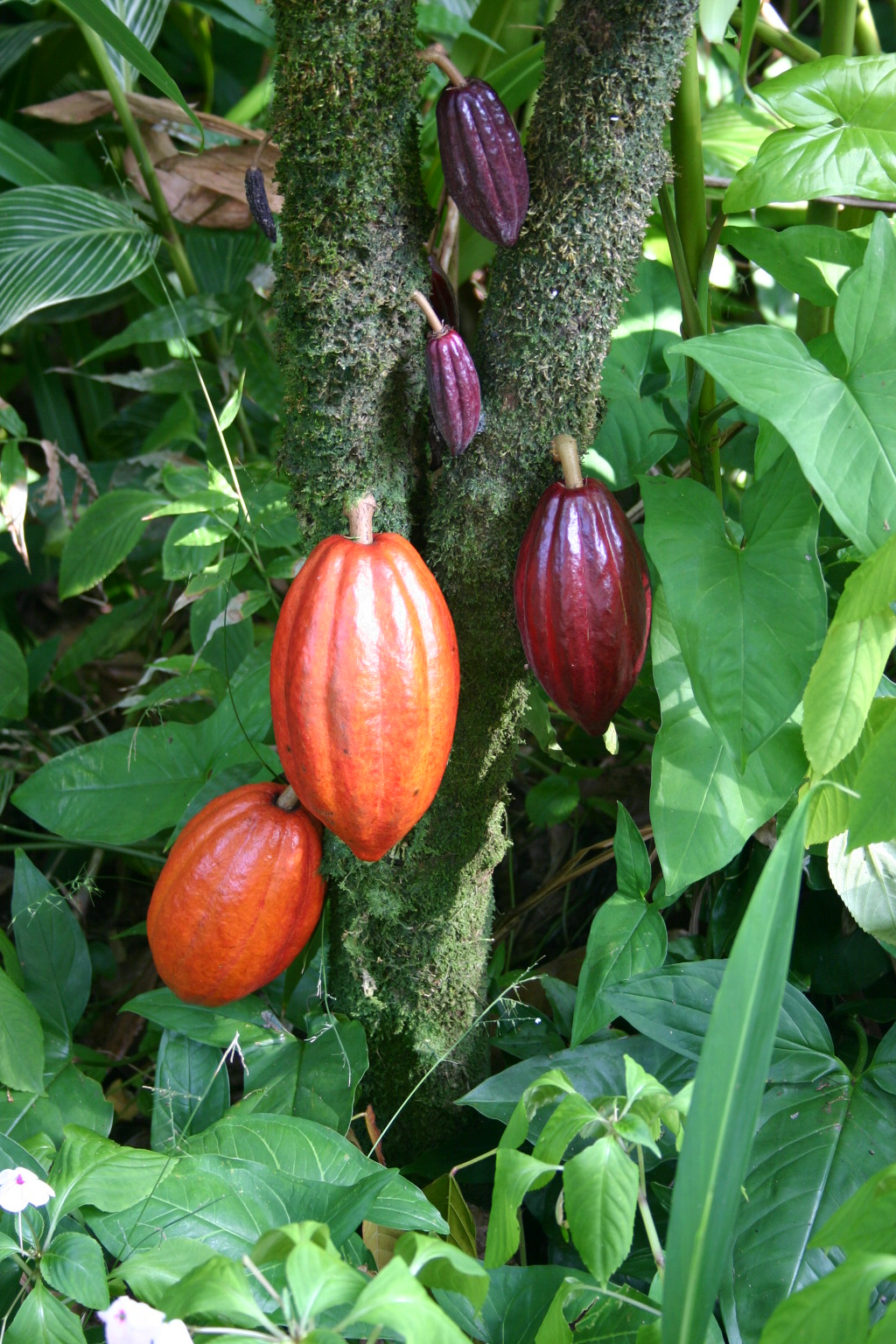
可可果
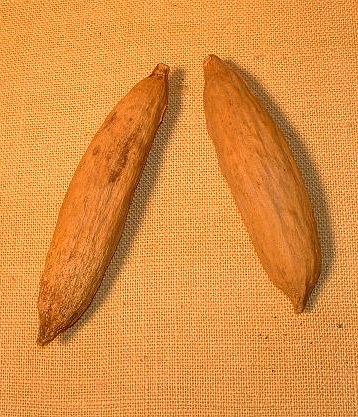
可可豆荚
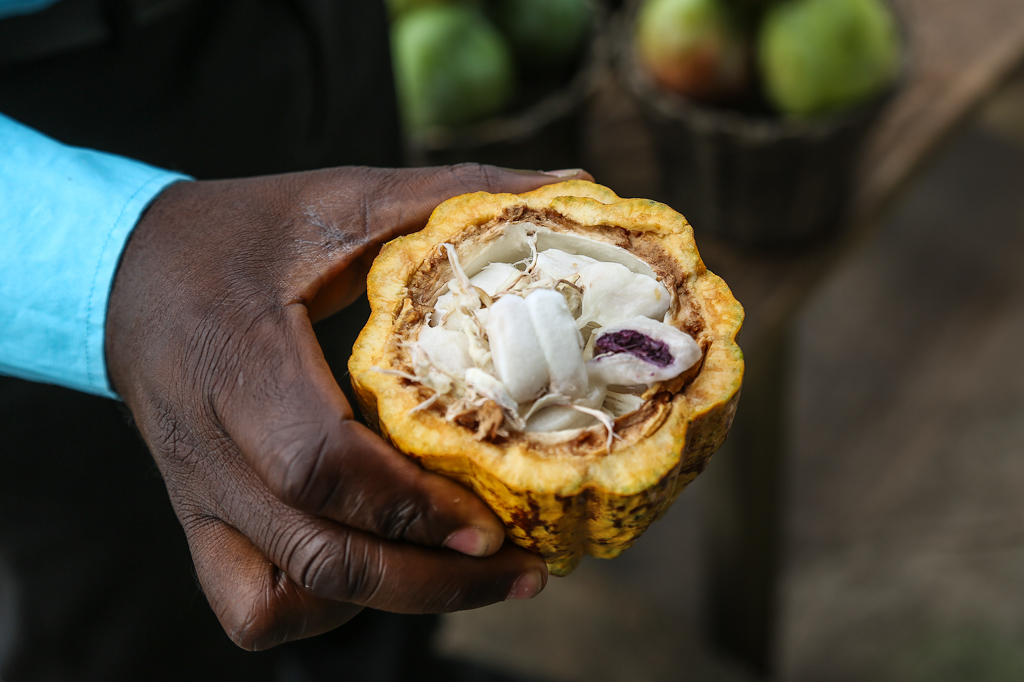
未熟成可可果的剖面
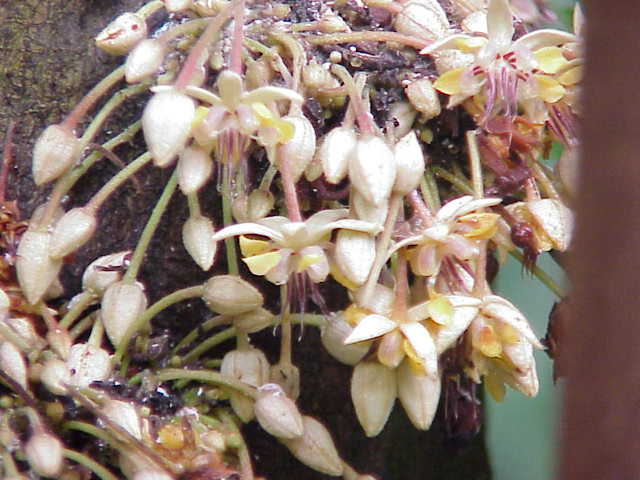
可可花朵
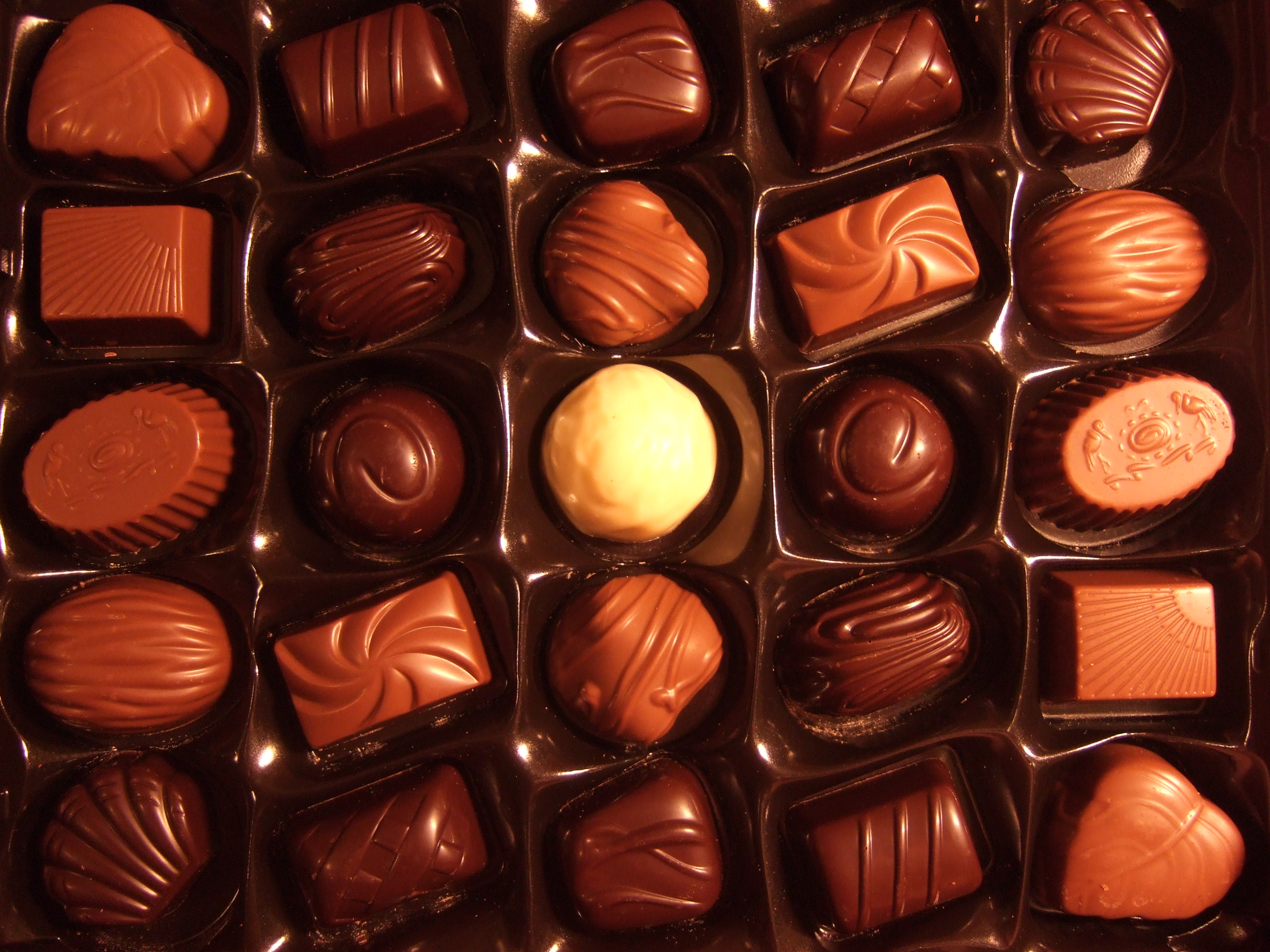
巧克力
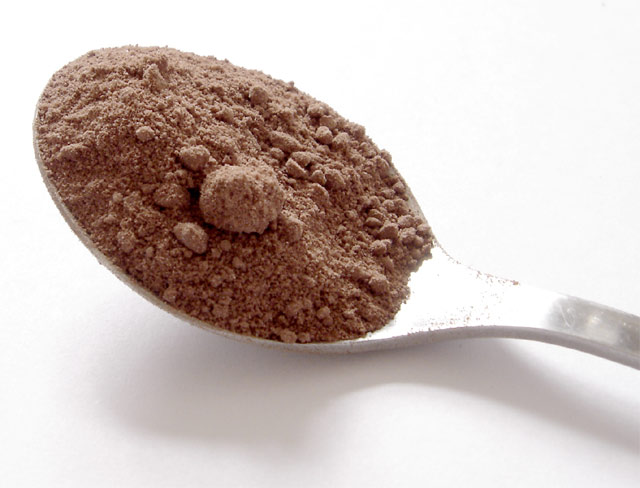
可可粉
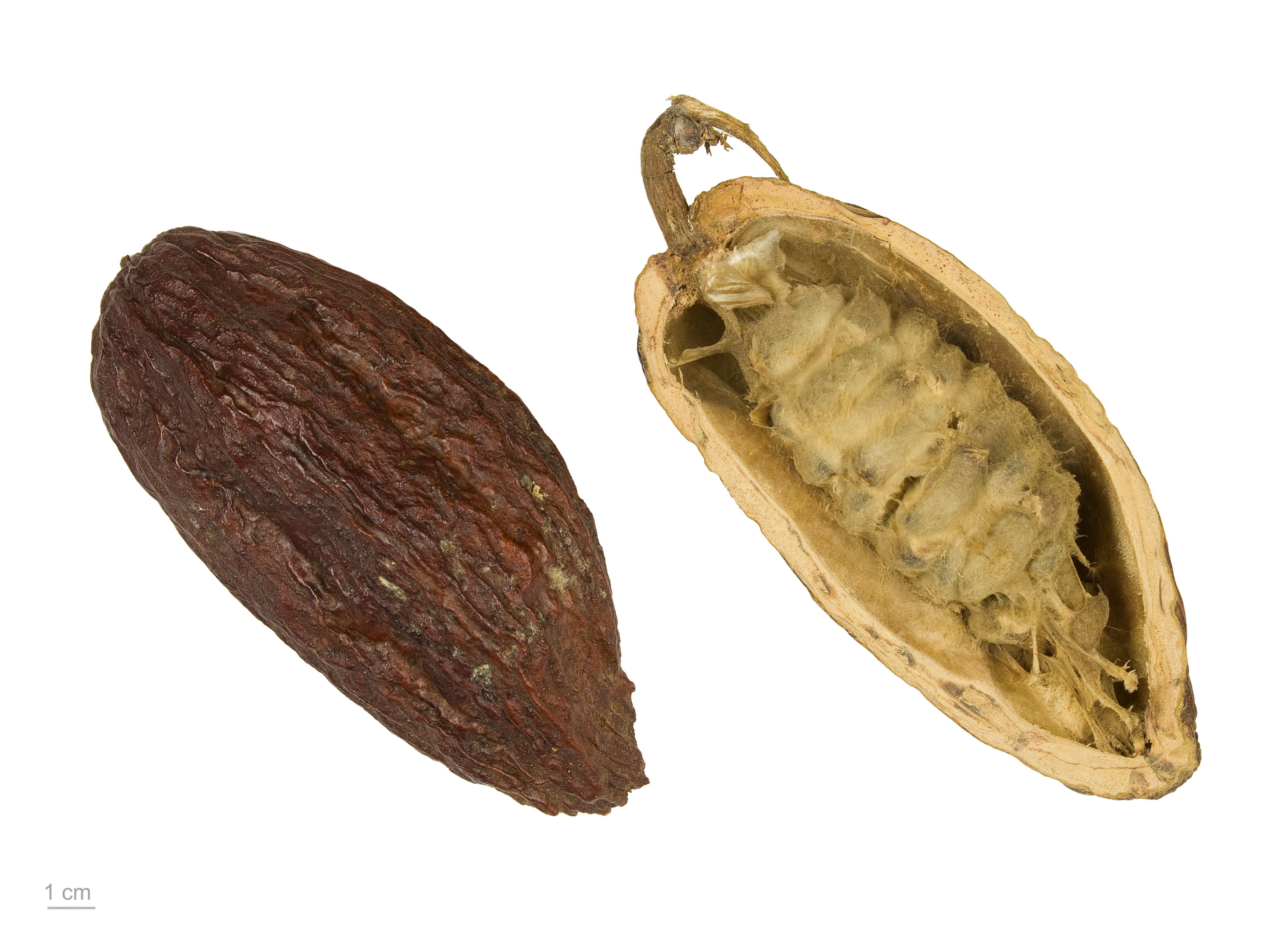
可可果标本
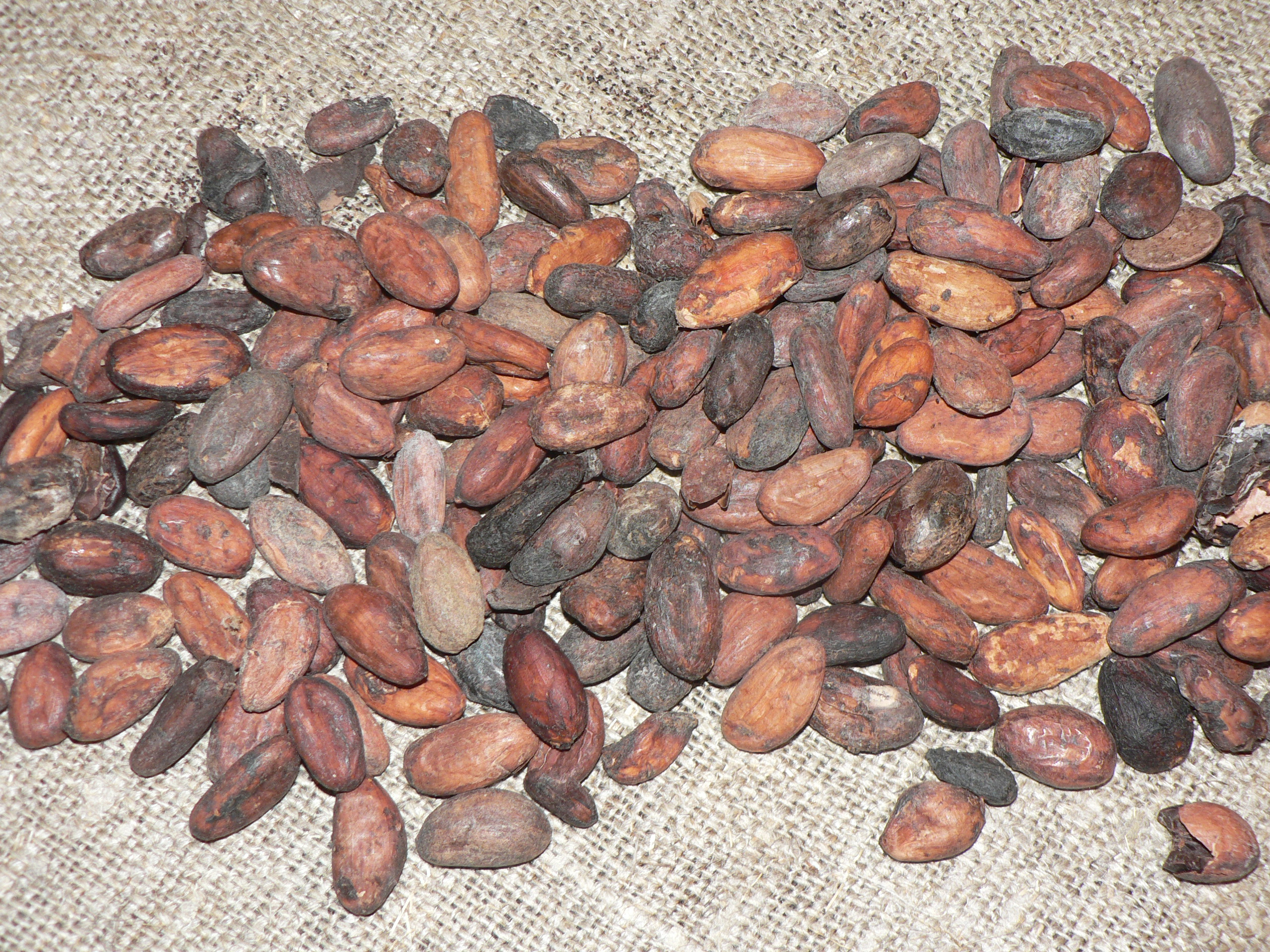
可可豆